# Grand Prix der Volksmusik 1991
Der sechste Grand Prix der Volksmusik fand am 6. Juli 1991 in Innsbruck (Österreich) statt. Teilnehmerländer waren wie in den Vorjahren Deutschland, Österreich und die Schweiz. Wie bereits seit 1989 wurde auch in diesem Jahr in jedem Land zuvor eine öffentliche Vorentscheidung im Fernsehen durchgeführt. Dabei wurden jeweils fünf Titel für das Finale ermittelt. Die schweizerische Vorentscheidung fand im Frühjahr (Februar?), die deutsche am 18. Mai in Bochum und die österreichische am 13. Juni in Gmunden statt. Die Veranstaltungen, zu denen jeweils eine CD mit allen Teilnehmern erschien, wurden live übertragen.
Das Finale wurde vom ORF im Rahmen einer Eurovisionssendung aus Innsbruck übertragen und vom ZDF und von der SRG übernommen. Moderatoren waren wieder Carolin Reiber (Deutschland), Karl Moik (Österreich) und Sepp Trütsch (Schweiz), die bereits durch die jeweiligen Vorentscheidungen ihres Landes führten. Die Startfolge der Titel und Länder war zuvor ausgelost worden. Nach Vorstellung der Titel ermittelten mehrere Jurys aus den Teilnehmerländern ihren Favorit, wobei die Titel des eigenen Landes nicht bewertet werden durften.
Am Ende der Wertung stand dann das Alpentrio Tirol als Sieger des Grand Prix der Volksmusik 1991 fest. Ihr Titel Hast a bisserl Zeit für mi hatten Karl und Johann Brunner komponiert und getextet. Das Alpentrio Tirol holte damit nach Stefan Mross zum zweiten Mal den Sieg des Grand Prix nach Österreich.
Als Austragungsort des nächsten Grand Prix der Volksmusik 1992 wurde unabhängig vom Land des Siegers zum zweiten Mal Zürich festgelegt.

## Die Platzierung der schweizerischen Vorentscheidung 1991
Die ersten fünf Titel kamen ins Finale, wobei die genaue Reihenfolge der Titel, ebenso wie die weitere Platzierung noch ergänzt werden müsste.
| Startnr.          | Interpret                                             | Titel                             | Platz              | Punkte             |
| ----------------- | ----------------------------------------------------- | --------------------------------- | ------------------ | ------------------ |
| 05                | Vreni und Rudi und Carlo Brunners Superländlerkapelle | Euse Bernhardiner                 | 01.                | 960                |
| 11                | Monika Hildbrand                                      | Jo, das isch traumhaft            | 04.                | 761                |
| 01                | Addi und Moritz                                       | Mach am Mäntig einfach blau       | 02.                | 864                |
| 14                | Löschzugchörli Interlaken                             | Am Beschte isch e Füürwehr-Maa    | 03.                | 798                |
| 10                | Markus & Wädi                                         | Warum machet’s dänn de andere     | 05.                | 753                |
| 09                | Carlo Brunner mit seiner Superländlerkapelle          | Akkordeon und Klarinett           | 07.                | 628                |
| 15                | Salvo                                                 | Chalte Kafi macht doch schön      | 06.                | 674                |
| 12                | Starry Crown Quartett                                 | Das lustige Stadtquartett         | 14.                | 319                |
| 08                | Louis Menar                                           | De Meier-Marsch                   | 11.                | 536                |
| 06                | Alpenklang Showorchester                              | Ein heimatloses Bier              | 10.                | 554                |
| 07                | Geschwister Biberstein mit dem Trio Turi Schellenberg | Es Rütschli i – m – e Kütschli    | 12.                | 535                |
| 13                | Tosanos Sextett                                       | S’Fräulein Rösli                  | 14.                | 319                |
| 02                | Stixi                                                 | Schmiere und Salbe                | 13.                | 464                |
| 04                | Peperonis                                             | Ufstah – susch wird de Kafi chalt | 08.                | 605                |
| 03                | Maja Brunner und Carlo Brunners Superländlerkapelle   | Wänn zwei sich gärn händ          | 08.                | 605                |
| Veranstaltungsort | Veranstaltungsort                                     | Kursaal Interlaken                | Kursaal Interlaken | Kursaal Interlaken |

## Die Platzierung der deutschen Vorentscheidung 1991
Die ersten fünf Titel kamen ins Finale.
| Startnr.          | Interpret                                    | Titel                                | Platz                | %                    |
| ----------------- | -------------------------------------------- | ------------------------------------ | -------------------- | -------------------- |
| 07                | Mühlenhof Musikanten                         | Dat noch in hundert Johren           | 01.                  | ?                    |
| 01                | Stefanie Hertel                              | So a Stückerl heile Welt             | 02.                  | ?                    |
| 05                | Nockalm Quintett                             | Schuld sind deine himmelblauen Augen | 03.                  | ?                    |
| 08                | Heimatduo Judith und Mel                     | Zauber der Heimat                    | 04.                  | ?                    |
| 14                | Wolfgang Herrmann                            | Der weißblaue Himmel                 | 05.                  | ?                    |
| 03                | Robert Payer                                 | Grüß Gott ihr Freunde                | 06.                  | ?                    |
| 09                | Ebbser Buam                                  | Das ABC der Volksmusik               | 07.                  | ?                    |
| 12                | Max Grießer                                  | Ohne Bass macht’s kein Spaß          | 08.                  | ?                    |
| 04                | Montanara-Chor                               | Die Seen im Land der Berge           | 09.                  | ?                    |
| 15                | Karl Timmermann                              | Niederrhein                          | 10.                  | ?                    |
| 11                | Fiede Kay                                    | Raue Schale, weicher Kern            | 11.                  | ?                    |
| 02                | Karolin Weidner                              | I bin a bisserl mollig, na und?      | 12.                  | ?                    |
| 13                | German Hofmann und die Original Ochsenfurter | Peters Polka                         | 13.                  | ?                    |
| 06                | Bernstein Trio                               | De Fiedler                           | 14.                  | ?                    |
| 10                | Peter Schmiedel                              | Seemannsgarn                         | 15.                  | ?                    |
| Veranstaltungsort | Veranstaltungsort                            | Ruhrlandhalle Bochum                 | Ruhrlandhalle Bochum | Ruhrlandhalle Bochum |

## Die Platzierung der österreichischen Vorentscheidung 1991
Die ersten fünf Titel kamen ins Finale.
| Startnr.          | Interpret                                  | Titel                             | Platz              | Punkte             |
| ----------------- | ------------------------------------------ | --------------------------------- | ------------------ | ------------------ |
| 01                | Alpentrio Tirol                            | Hast a bisserl Zeit für mi        | 01.                | 882                |
| 09                | Grenzland-Sextett                          | Lass mi bei dir sein              | 02.                | 826                |
| 13                | Helga Gruber                               | Sternentaler Land                 | 03.                | 797                |
| 06                | Anni Jäger                                 | Sterne schau’n                    | 04.                | 765                |
| 15                | Kitzbüheler Dirndl und das Hahnenkamm-Trio | Schön ist die Welt                | 05.                | 755                |
| 12                | Blumi                                      | Grüß di olde Hütt’n               | 06.                | 740                |
| 11                | Quintett Harmonie                          | Nur wer liebt, der kann vergessen | 06.                | 740                |
| 03                | Dalila                                     | Pannonia                          | 08.                | 716                |
| 10                | Gradl-Buam                                 | Komm druck di her zu mir          | 09.                | 697                |
| 07                | Die Fehringer                              | Es war dein Apfelstrudel          | 10.                | 671                |
| 14                | Ennstaler Spitzbuam                        | Das zünftige Leben                | 11.                | 658                |
| 05                | Tannhausner Musikanten                     | Dirndl sag, tuat ma des?          | 12.                | 631                |
| 08                | Christel Prager und Walter Heider          | Komm gib dei Hand in meine Hand   | 13.                | 525                |
| 02                | Bachler Buam                               | Busserl Tanz                      | 14.                | 508                |
| 04                | Horst Chmela                               | A z’friedener G’schiedener        | 15.                | 454                |
| Veranstaltungsort | Veranstaltungsort                          | Sporthalle Gmunden                | Sporthalle Gmunden | Sporthalle Gmunden |

## Die Platzierung des Grand Prix der Volksmusik 1991
| Startnr.          | Land              | Interpret                                  | Titel                                | Platz                              | Punkte                             |
| ----------------- | ----------------- | ------------------------------------------ | ------------------------------------ | ---------------------------------- | ---------------------------------- |
| 01                | A                 | Alpentrio Tirol                            | Hast a bisserl Zeit für mi           | 01.                                | 1314                               |
| 15                | CH                | Vreni und Rudi                             | Unser Bernhardiner                   | 02.                                | 1301                               |
| 13                | A                 | Helga Gruber                               | Sternentaler Land                    | 03.                                | 1299                               |
| 08                | D                 | Nockalm Quintett                           | Schuld sind deine himmelblauen Augen | 04.                                | 1285                               |
| 02                | D                 | Stefanie Hertel                            | So a Stückerl heile Welt             | 05.                                | 1280                               |
| 11                | D                 | Mühlenhof Musikanten                       | Dat noch in hundert Johren           | 06.                                | 1119                               |
| 10                | A                 | Grenzland-Sextett                          | Lass mi bei dir sein                 | 07.                                | 1088                               |
| 07                | A                 | Anni Jäger                                 | Sterne schauen                       | 08.                                | 1038                               |
| 12                | CH                | Markus und Wädi                            | Warum machet’s dänn die andern       | 09.                                | 1026                               |
| 09                | CH                | Addi und Moritz                            | Mach am Mändig eifach blau           | 10.                                | 1016                               |
| 06                | CH                | Monika Hildbrand                           | Jo, das isch traumhaft               | 11.                                | 0982                               |
| 05                | D                 | Heimatduo Judith und Mel                   | Zauber der Heimat                    | 12.                                | 0959                               |
| 14                | D                 | Wolfgang Herrmann                          | Der weißblaue Himmel                 | 13.                                | 0918                               |
| 04                | A                 | Kitzbüheler Dirndl und das Hahnenkamm-Trio | Schön ist die Welt                   | 14.                                | 0903                               |
| 03                | CH                | Löschzugchörli                             | Nimm einen von der Füürweer          | 15.                                | 0822                               |
| Veranstaltungsort | Veranstaltungsort | Olympiahalle Innsbruck, Österreich         | Olympiahalle Innsbruck, Österreich   | Olympiahalle Innsbruck, Österreich | Olympiahalle Innsbruck, Österreich |

Die Titel erschienen auch auf einer CD.